# Đại sứ quán Hoa Kỳ tại Sài Gòn

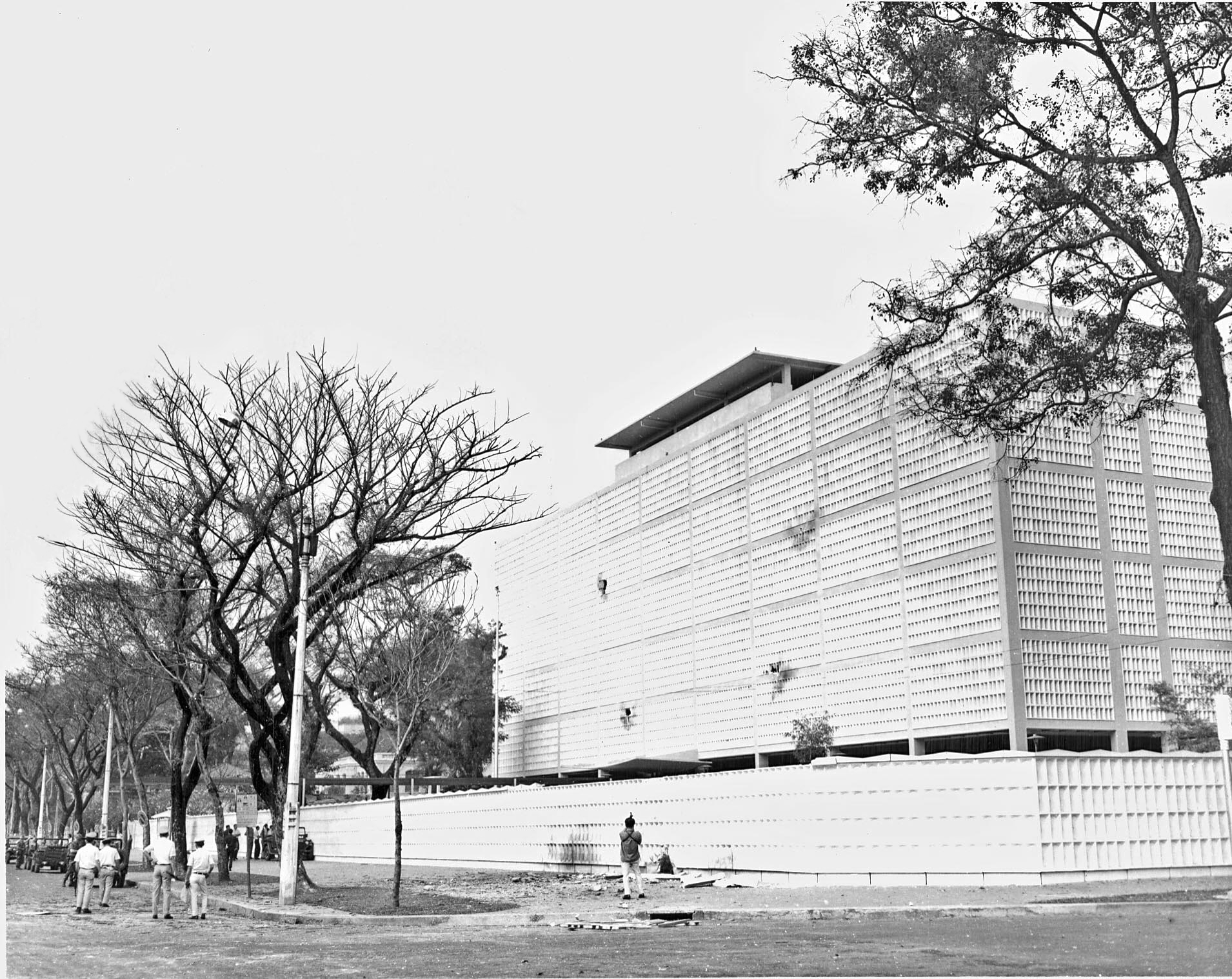
Tòa đại sứ quán thứ hai nhìn từ bên ngoài

Đại sứ quán Hoa Kỳ tại Sài Gòn là tòa nhà có phái bộ ngoại giao của Hoa Kỳ tại miền Nam Việt Nam. Tòa đại sứ đầu tiên được thành lập vào tháng 6 năm 1952, và chuyển đến một tòa nhà mới vào năm 1967 và cuối cùng đóng cửa vào năm 1975. Đại sứ quán là nơi diễn ra một số sự kiện quan trọng trong Chiến tranh Việt Nam, đáng chú ý nhất là cuộc tấn công của Biệt động Sài Gòn trong Tết Mậu Thân đã khiến dư luận Mỹ phản đối chiến tranh, và cuộc di tản bằng trực thăng trong sự kiện 30 tháng 4 năm 1975. Kể từ năm 1975, danh xưng đại sứ quán Hoa Kỳ tại Sài Gòn chấm dứt tồn tại khi chế độ Việt Nam Cộng Hoà sụp đổ.
Năm 1995, Hoa Kỳ và Cộng hòa Xã hội Chủ nghĩa Việt Nam chính thức thiết lập quan hệ ngoại giao, khu đất và tòa đại sứ Hoa Kỳ tại Sài Gòn được giao lại cho Hoa Kỳ để làm Tổng lãnh sự quán Hoa Kỳ tại Thành phố Hồ Chí Minh. Năm 1998, phía Hoa Kỳ phá bỏ tòa nhà cũ để xây dựng những hạng mục kiến trúc khác trong khuôn viên tổng lãnh sự quán.

## Đại sứ quán đầu tiên

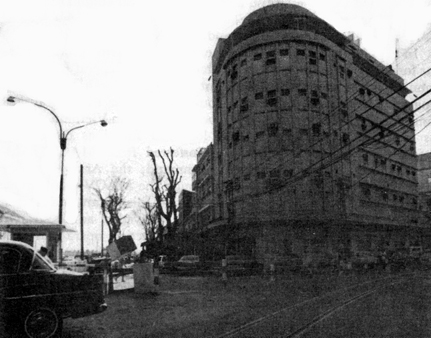
Đại sứ quán Hoa Kỳ đầu tiên trên đại lộ Hàm Nghi

Sự hiện diện ngoại giao của Hoa Kỳ tại Sài Gòn được thành lập vào ngày 9 tháng 12 năm 1907 với tư cách là một lãnh sự quán. Nó hoạt động như một đại diện cho Đông Dương thuộc Pháp kế nhiệm một đại lý thương mại Mỹ đã được thành lập ở Sài Gòn năm 1889. Hoa Kỳ công nhận Nhà nước Việt Nam do chính phủ Bảo Đại đứng đầu vào năm 1950, và vào ngày 17 tháng 2, Tổng Lãnh sự quán tại Sài Gòn được nâng lên chức vụ Ủy ban với Edmund A. Gullion với tên gọi tạm quyền là Chargé d'Affaires. Sau Hiệp định Genève năm 1954 và sau đó là sự phân chia miền Bắc Việt Nam và miền Nam Việt Nam, Hoa Kỳ đã không mở rộng công nhận ngoại giao cho miền Bắc Việt Nam. Ngày 24 tháng 6 năm 1952, sau khi Thượng viện Hoa Kỳ xác nhận Donald R. Heath là Đại sứ Hoa Kỳ tại Nam Việt Nam, địa vị của Legation in Saigon được nâng lên và đại sứ quán chính thức được thành lập. Đại sứ quán đầu tiên được đặt tại số 39 đại lộ Hàm Nghi và tòa nhà ban đầu vẫn ở đó cho đến ngày nay.

### Vụ đánh bom năm 1965

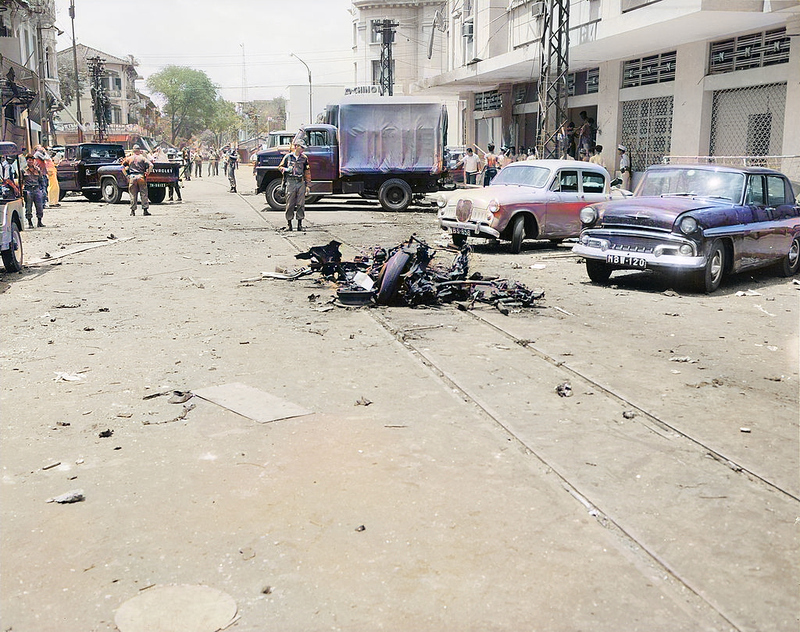
Mảnh vỡ sau khi bị lực lượng biệt động Sài Gòn đánh bom bằng xe

Ngày 30 tháng 3 năm 1965, Biệt động Sài Gòn cho nổ bom xe bên ngoài tòa đại sứ. Vụ tấn công xảy ra khi một viên cảnh sát Sài Gòn bắt đầu tranh cãi với người lái xe ô tô đậu trước đại sứ quán nhưng người lái xe không chịu rời đi và sau đó một chiến sĩ Biệt động Sài Gòn khác lái xe lên cùng xe và bắn vào người cảnh sát. Nhanh chóng sau khi bắn, chiếc xe, chứa 300 pound chất nổ dẻo, phát nổ trước đại sứ quán giết chết 2 người Mỹ, một nữ nhân viên CIA, Barbara Robbins và một người Mỹ khác, cũng như 19 người Việt Nam và một người Philippines đang phục vụ tại Hải quân Hoa Kỳ cùng với làm bị thương 183 người khác. Quốc hội Hoa Kỳ đã chi 1 triệu đô la để tái thiết đại sứ quán ở một địa điểm mới sau cuộc tấn công và mặc dù các cuộc tấn công trả đũa Việt Nam Dân chủ Cộng hoà đã được đề nghị, Tổng thống Hoa Kỳ Lyndon Johnson đã từ chối. Sau cuộc tấn công, Bộ trưởng Ngoại giao Việt Nam Cộng hoà Trần Văn Độ đã trao cho Barbara Robbins và binh sĩ hải quân Philippines một Huân chương Danh dự hạng Nhất.

## Đại sứ quán thứ hai

### Khu đại sứ quán
Do những lo ngại về an ninh sau vụ đánh bom năm 1965, người ta đã quyết định xây dựng một đại sứ quán mới với sự bảo vệ tốt hơn. Địa điểm được chọn là khu đất rộng 3,18 mẫu Anh (12.900 m2) được gọi là Khu liên hợp Norodom tại số 4 đại lộ Thống Nhứt (nay là đường Lê Duẩn) ở góc đường Thống Nhứt và Mạc Đĩnh Chi, gần nơi sông Bến Nghé đổ vào sông Sài Gòn. Đại sứ quán nằm cạnh đại sứ quán Pháp, đối diện đại sứ quán Anh, và nằm gần Dinh Độc Lập.
Mặc dù ban đầu được thiết kế vào đầu năm 1965 bởi công ty Curtis và Davis, thiết kế của họ chỉ có 3 tầng và do cam kết ngày càng tăng của Hoa Kỳ tại Việt Nam, một tòa nhà lớn hơn là cần thiết. Như vậy vào tháng 11 năm 1965, công ty Adrian Wilson và cộng sự đã được chọn để thiết kế lại tòa nhà. Thiết kế mới ban đầu được gọi là 4 tầng nhưng sau đó được nâng lên thành 6 tầng, và được xây dựng từ năm 1965 đến năm 1967 bởi công ty xây dựng Mỹ RMK-BRJ dưới sự chỉ đạo của Sĩ quan Hải quân Hoa Kỳ phụ trách xây dựng VNCH. RMK-BRJ sử dụng một lực lượng lao động gồm 500 người Việt Nam, chủ yếu sử dụng nguyên liệu từ Hoa Kỳ do sự khan hiếm hàng hóa ở miền Nam Việt Nam vào thời điểm đó. Mặc dù cát và sỏi được sử dụng trong hỗn hợp bê tông, cùng với gạch lát lối đi và gạch được sử dụng trong tất cả các bức tường nội thất đều có nguồn gốc từ Việt Nam. Đại sứ quán được khai trương vào ngày 29 tháng 9 năm 1967, sau hơn 2 năm xây dựng và kinh phí tổng cộng 2,6 triệu đô la.